# 7345-ös mellékút (Magyarország)
A 7345-ös számú mellékút egy szűk hat kilométer hosszú, négy számjegyű mellékút Veszprém vármegye délnyugati részén, a Tapolcai-medencében. Turisztikailag igen frekventált idegenforgalmi célpontok, Tapolca és a Badacsony környéki települések összekapcsolásában van fontos szerepe.

## Nyomvonala

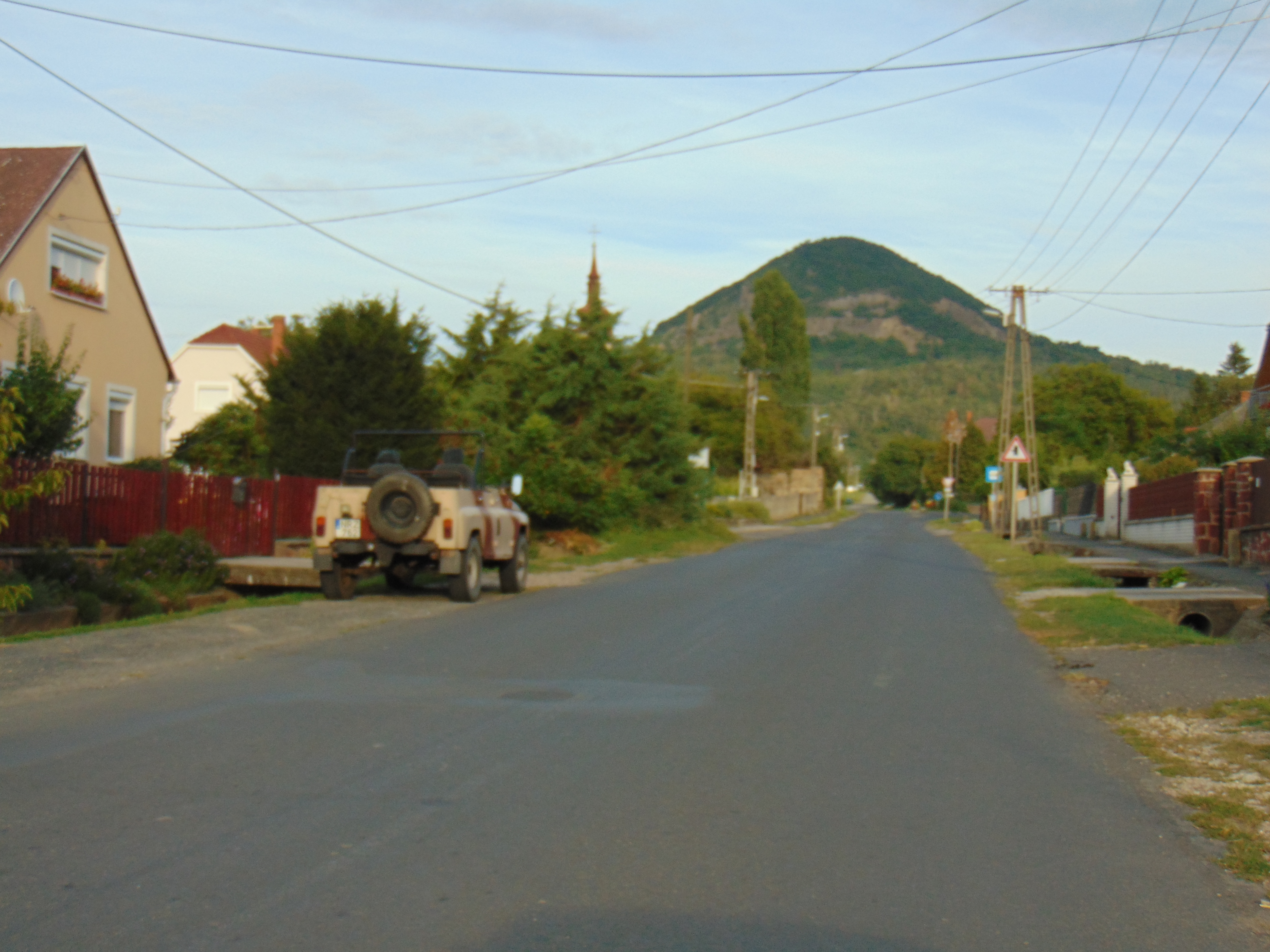
Az út nemesgulácsi szakasza, háttérben a Guláccsal

A 7316-os útból ágazik ki, annak 5+400-as kilométerszelvényénél, Nemesgulács központjában, nyugat-északnyugat felé, Vasút utca néven. 550 méter után átlép Kisapáti területére, majd elhalad Nemesgulács-Kisapáti megállóhely északi szélén és 600 méter megtétele után keresztezi a Székesfehérvár–Tapolca-vasútvonalat.

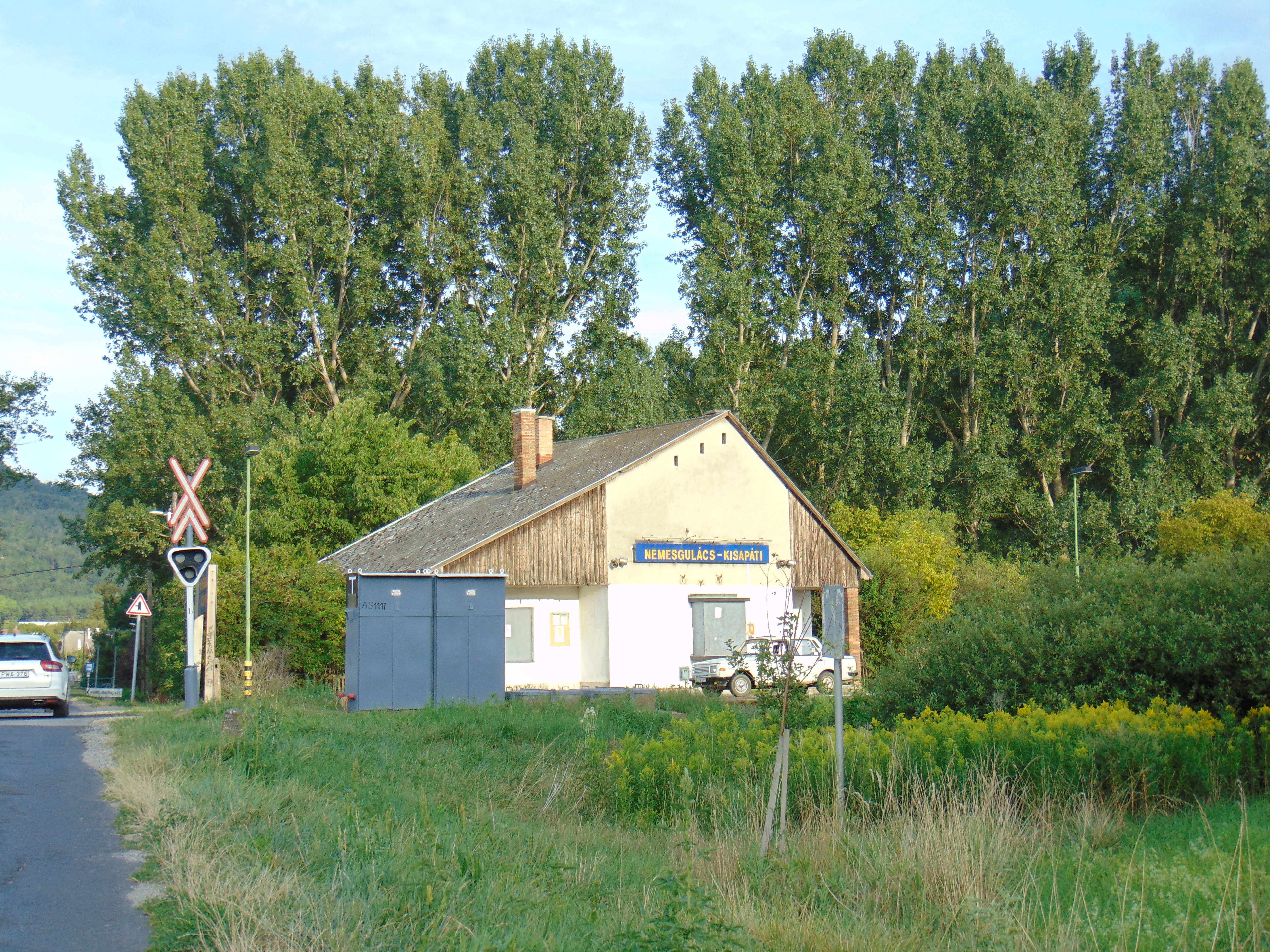
Nemesgulács-Kisapáti megállóhely Kisapáti felől nézve

1,2 kilométer után éri el Kisapáti belterületét, ott a Kossuth utca nevet viseli és északabbi irányt vesz. Második kilométere után lép ki a község házai közül, a 3+850 kilométerszelvényénél pedig már Tapolca területére ér. Először a Paptelep nevű külterületi városrész keleti széle mellett húzódik, majd 4,7 kilométer után ismét keresztezi a vasutat.
Tapolca belterületének déli szélén torkollik bele a 77-es főútba, annak 45+200-as kilométerszelvényénél. Innen észak felé a Szent János utcában folytatódik, amely a turisztikai látnivalókban bővelkedő történelmi városmagba vezet, ezáltal Tapolca egyik legfrekventáltabb belterületi útvonala.
Teljes hossza, az országos közutak térképes nyilvántartását szolgáló kira.gov.hu adatbázisa szerint 5,795 kilométer.

## Története
A Nemesgulács és Kisapáti közti útvonalon már 1784-ből ismert egy út létezése, de az a még szabályozatlan Balaton változó vízjárása okán – ami miatt a csapadékosabb években a tónak Badacsony és Balatonederics között a mai partvonaltól több kilométerre északra elnyúló öblei és mocsarai voltak – csak időszakosan járható dűlőút volt. Ezen öblök emléke az a „Fereduzyg”, azaz „Fürdőszeg” elnevezés is, amit 1256-ból említ egy okirat, egy Kisapáti és Gyulakeszi között fekvő határrész neveként. Nem ezen az úton, de valahol a közelben próbált átjutni Szigliget és Balatonederics között, 1818-as magyarországi tanulmányútján François Sulpice Beudant francia geológus is, aki itteni megpróbáltatásairól ezt írta: „Megnyugtattak, hogy Szigliget és Ederics közt a mocsár még járható. A faluban azonban megtudtam, hogy már három napja lehetetlen rajta a közlekedés. Egy paraszt sem vállalkozott rá, hogy átvigyen.” Más források szerint is azokban az évtizedekben csak igen száraz időben volt átjárható a berek a Tapolcai-medencében.
A Tapolca és Kisapáti közötti vasúti kereszteződésben, ahol eddig sosem működött karos sorompó, csak fénysorompós biztosítással rendelkezett, korábban több baleset is történt. Egy, 2022. január 1-én történt balesetet követően – melyben egy személyautó négy utasa halt meg, egy ötödik pedig életveszélyes sérülésekkel került kórházba – Dobó Zoltán, a város hivatalban lévő polgármestere még aznap bejelentette, hogy a MÁV-nál kezdeményezi karos sorompó kihelyezését ehhez a vasúti keresztezéshez.